# 加利福尼亚民族党
加利福尼亚民族党（英语：California National Party；西班牙语：Partido Nacional de California），成立于2015年的加利福尼亚独立运动政党。其长远政治目标是通过和平和合法手段让加利福尼亚州从美国独立出来，重建加利福尼亚共和国。党的名称和宗旨部分受到苏格兰民族党的启发。